# الكنيسة الإنجيلية المعمدانية كفرياسيف
الكنيسة الإنجيلية المعمدانية في كفرياسيف هي كنيسة معمدانية تأسست سنة 1940 في بلدة كفرياسيف في الجليل أنشأها مجيد قعوار من الأردن.

## قصة تأسيس الكنيسة
في 1933م قدم مجيد قعوار من الأردن ، وبدأ بإيصال رسالات الخلاص من خلال اجتماعات بيتية كانت تعقد في منطقة الجليل ومن ضمنها كفرياسيف ، حيث بدأ مجموعة من الشباب عقد اجتماعات أسبوعية في إحدى الغرف التابعة للكنيسة الإنجيلية الأسقفية ، واسمرت هذه الاجتماعات التي أطلق عليها "اجتماع الأخوة" لعدة سنوات، وكانت الخدمات تقدم يوم الجمعة مساءً ثم تحولت بعد ذلك إلى يوم الخميس بالإضافة إلى خدمة العشاء الرباني يوم الأحد صباحًا. وفي الستينيات تفرغ سليم شادة للخدمة وساعده وقتها يوسف عودة وعيسى سعيد. وفي عام 1972 انضم اليهم عدد كبير من الشباب والشابات ، واصبح لكنيستهم مشاركة فعالة مع عدد كبير من الكنائس في الجليل خاصة الكنائس المعمدانية، وبعد فترة وجيزة انضمت الكنيسة إلى رابطة الكنائس المعمدانية بوصفها عضو فعال ، وفي ذلك الوقت غيرت الكنيسة أسمها من "اجتماع الأخوة" إلى "كنيسة كفرياسيف المحلية" ومن ثم إلى الكنيسة المعمدانية الإنجيلية. وقد القي غسان عودة مجموعة من الأبيات الشعرية في فبراير 2019م التي يلخص فيها كيف تأسست الكنيسة الإنجيلية المعمدانية كفرياسيف ونمت ، يقول فيها:
وكنيسةٌ تأسست .. إثرَ انتعاشٍ شامل
في شرقنا والمنطقة .. بعد زمان خامل
وروحُ الربِّ حرّك َ .. مَن ظنَّ انه كامل
وفتح َ بابَ بيتهِ .. وكانَ عملٌ فاضل
واجتمع الأحبّةُ .. وروحُ الربّ عامل
من ترانيم وصلاة .. لأنَّ الكلَّ زائل
وأتسعَت الكنيسة ُ .. فاشتروا مبنىً قديم
وكان الاخوةُ يعملوا .. يداً بيدٍ في الترميم
وبعد عدةِ اشهرٍ .. تشاركوا بالترانيم
واليوم تراها كنيسة ً .. باركها ربٌّ كريم
وتلقى الناسَ فيها .. فرِحَه والكلُّ وسيم
وشببُ ذلك كلهِ .. هناكَ روحٌ حميم
حتى لو كانَ ضغط ٌ .. وجاءَ ضيقٌ جَسيم
فربُّنا وإلهُنا .. بجنبِكَ احلى نديم
ووعده ان يأخذك .. معه لدارِ النعيم
فأذكروا الكنيسة َ .. بصلاةٍ ضارعين
حتى يَضُمَّ الربُّ .. اليها كلَّ المعيَّنين
فيُسرعُ بمجيئه .. فنعودُ وطنا آمنين

## خدمات الكنيسة[2]
تقدم الكنيسة الإنجيلية المعمدانية كفرياسيف العديد من الخدمات بأوقات محددة متمثلة في:
- الخدمات الرئيسة - يوم الخميس الساعة السابعة مساءً.
- اجتماع الشباب- يوم الجمعة الساعة السابعة مساءً
- اجتماع خدمة الأحداث ونادي الفرح -يوم السب الساعة الرابعة ظهرًا
- اجتماع كسر الخبز- يوم الأحد في العاشرة والنصف صباحًا
- اجتماع الصلاة- الثلاثاء الساعة السابعة مساءً

## شعارات الكنيسة[4]
اتخذت كنيسة كفرياسيف المعمدانية مجموعة من الشعارات على مدى سنوات ، نذكر من بينها
- "حياة الأستعداد الروحي" - شعار الكنيسة لعام 2024م
- "تُرْسِلُ رُوحَكَ فَتُخْلَقُ، وَتُجَدِّدُ وَجْهَ الأَرْضِ."- شعار الكنيسة لعام 2022م
- "اِنْتِظَارًا انْتَظَرْتُ الرَّبَّ، فَمَالَ إِلَيَّ وَسَمِعَ صُرَاخِي"- شعار الكنيسة لعام 2021م
- "لاَ بِالْقُدْرَةِ وَلاَ بِالْقُوَّةِ، بَلْ بِرُوحِي قَالَ رَبُّ الْجُنُودِ"- شعار الكنيسة لعام 2020م
- " والقادر أن يفعل فوق كل شئ أكثر جدا مما نطلب أو نفتكر بحسب القوة التي تعمل فينا" - شعار الكنيسة لعام 2019م

## روابط خارجية
- قناة الكنيسة الإنجيلية المعمدانية على ال youtube